# Trididemnum pigmentatum
Trididemnum pigmentatum är en sjöpungsart som beskrevs av Kott 200. Trididemnum pigmentatum ingår i släktet Trididemnum och familjen Didemnidae. Inga underarter finns listade i Catalogue of Life.